# Броль-Лютцинг
Броль-Лютцинг (нім. Brohl-Lützing) — громада в Німеччині, розташована в землі Рейнланд-Пфальц. Входить до складу району Арвайлер. Складова частина об'єднання громад Бад-Брайзіг.
Площа — 9,23 км2. Населення становить 2483 ос. (станом на 31 грудня 2020).

## Галерея

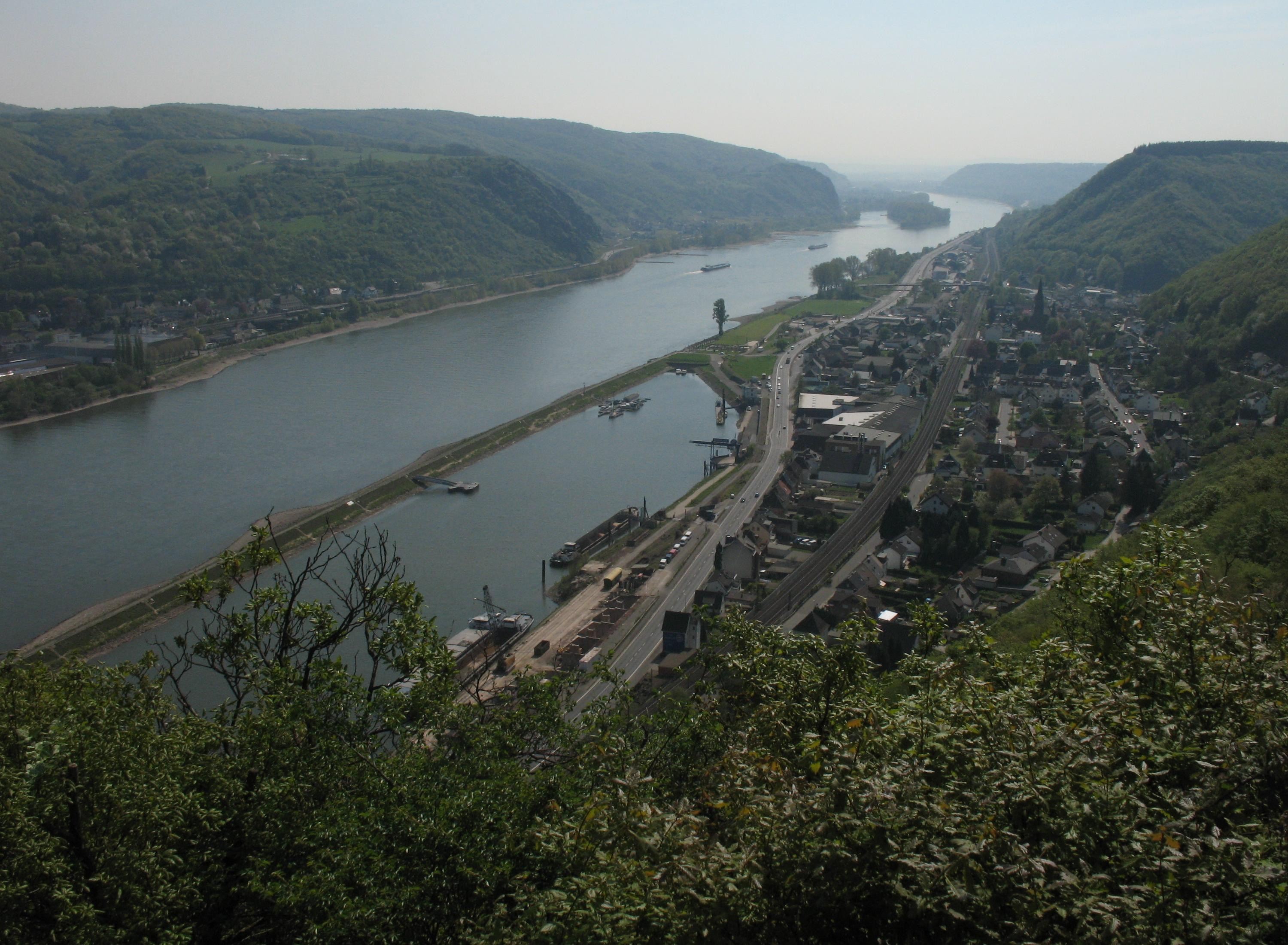
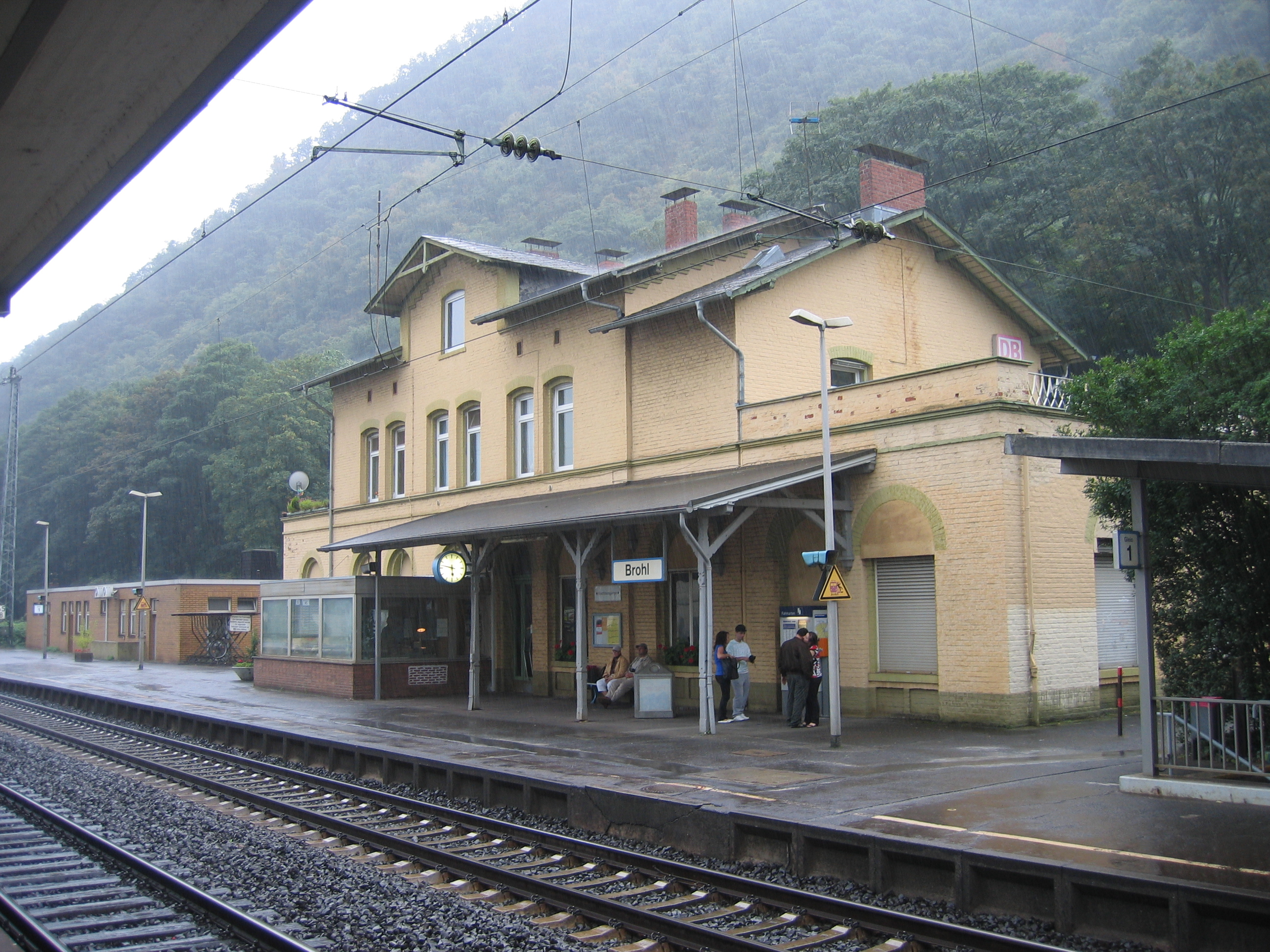